# Jean-Michel Blanquer

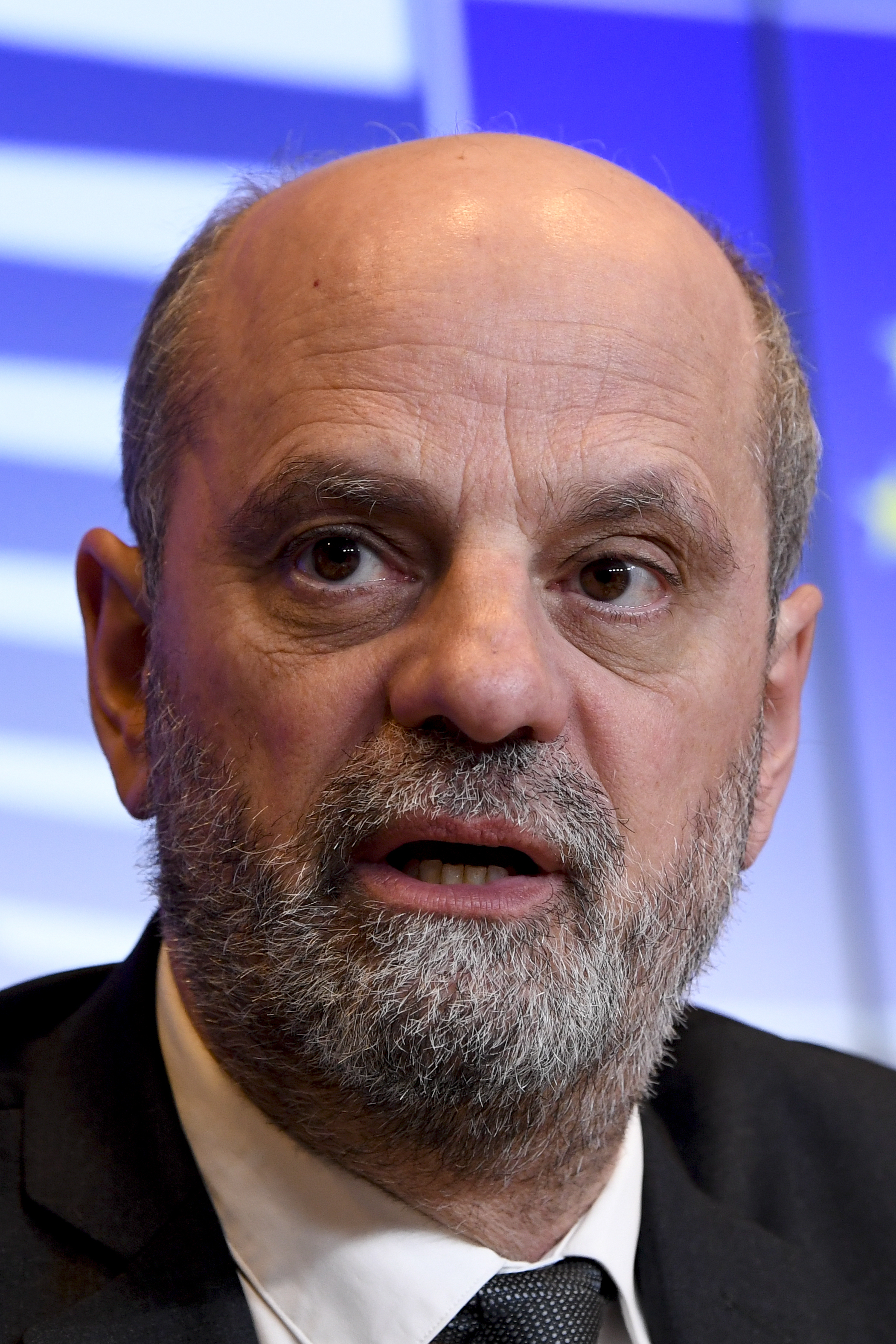
Jean-Michel Blanquer (2022)

Jean-Michel Blanquer (Aussprache: [blɑ̃'kɛʀ]; * 4. Dezember 1964 in Paris) ist ein französischer Rechtswissenschaftler, Hochschullehrer und Politiker (LREM). Er war von 2013 bis 2017 Direktor der Pariser Wirtschaftshochschule ESSEC. Im Mai 2017 wurde er französischer Bildungsminister und diente bis Mai 2022 in den Kabinetten Philippe I, Philippe II und Castex.

## Leben
Blanquer besuchte die katholische Privatschule Collège Stanislas in Paris. Er war ein Klassenkamerad von François Baroin, den er als seinen „Beinahe-Bruder“ bezeichnet. Mit Baroin sowie Richard Senghor (Großneffe des senegalesischen Präsidenten Léopold Senghor) initiierte Blanquer 1987 eine „Erklärung für das dritte Jahrtausend“, die eine aktualisierte Fassung der Erklärung der Menschen- und Bürgerrechte von 1789 sein sollte. Er studierte am Institut d’études politiques de Paris (Sciences Po) und der Universität Paris IV (Université Paris-Sorbonne), schloss mit einem DEA im öffentlichen Recht und einer Maîtrise in Philosophie ab. Er promovierte 1993 an der Universität Panthéon-Assas (Paris II) im öffentlichen Recht.
Von 1996 bis 1998 war er Professor für öffentliches Recht am Sciences Po Lille, anschließend bis 2004 Direktor des Institut des hautes études de l'Amérique latine (IHEAL) an der Universität Paris III (Sorbonne Nouvelle). Von 2004 bis 2006 war er Recteur d'académie (Leiter der Bildungsregion) von Französisch-Guayana. Anschließend gehörte er dem Stab des Bildungs- und Forschungsminister Gilles de Robien (UDF) an, bevor er unter Bildungsminister Xavier Darcos (UMP) die Leitung der Académie de Créteil (Bildungsregion östlich von Paris) übernahm. 2009 bis 2012 war er Generaldirektor für das Schulwesen im französischen Bildungsministerium unter Luc Chatel (UMP). Blanquer bewarb sich erfolglos um den Direktorenposten der Pariser Elitehochschule Sciences Po, 2013 wurde er jedoch Direktor der Wirtschaftshochschule École supérieure des sciences économiques et commerciales (ESSEC), die ebenfalls zu den renommierten Grandes écoles zählt. Er leitete sie bis zu seinem Wechsel in die Politik im Jahr 2017.

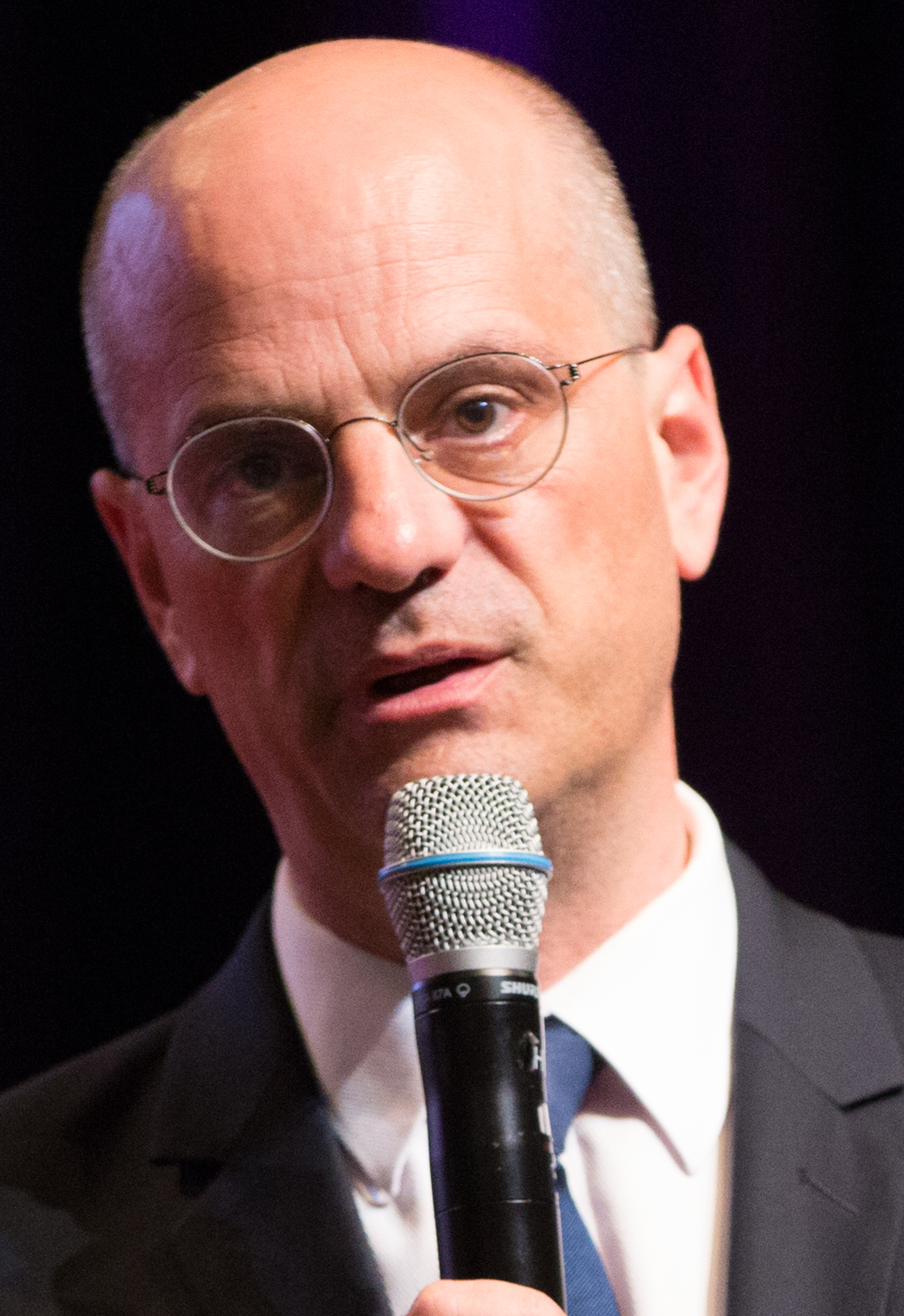
Jean-Michel Blanquer im Jahr 2017

Staatspräsident Emmanuel Macron ernannte den damals noch parteilosen Blanquer am 17. Mai 2017 zum Bildungsminister im Kabinett Philippe I. Blanquer wird der rechten Seite des politischen Spektrums zugeordnet und steht der wirtschaftsliberalen Denkfabrik Institut Montaigne nahe. Im Oktober 2017 trat er Macrons Partei La République en Marche (LREM) bei. Er behielt sein Amt auch im Kabinett Philippe II, seinem Ministerium wurde im Oktober 2018 der Bereich Jugend hinzugefügt. Im von Juli 2020 bis Mai 2022 amtierenden Kabinett Castex war Blanquer Minister für Bildung, Jugend und Sport.
In seiner Funktion als Bildungsminister verbot Blanquer im Mai 2021 die Nutzung der „gendergerechten“ französischen Schriftsprache écriture inclusive an Schulen, die Konstruktionen wie «député.e.s» (entspricht „Parlamentarier*innen“ in der deutschen Gendersprache) vorsieht, nachdem der ehemalige Premierminister Édouard Philippe die französischen Ministerien bereits im November 2017 angewiesen hatte, auf solche Konstruktionen zu verzichten. Zur Begründung hieß es in dem Erlass Blanquers, die „inklusive“ Schrift stimme „nicht mit den in den Lehrplänen vereinbarten Regeln überein“. Er begründete diese Maßnahme, über die auch in deutschsprachigen Medien berichtet wurde, auch mit der Komplexität solcher Formen, die hinderlich für das Lesen sowie das Erlernen der französischen Sprache seien, gerade für Schüler mit einer Lese-Rechtschreib-Schwäche.